# 马垱镇
马垱镇，是中华人民共和国江西省九江市彭泽县下辖的一个镇。上海马当路即以该镇命名。

## 行政区划
马垱镇下辖以下地区：
马垱街社区、金山社区、南垅村、四联村、跃进村、茅湾村、莲花村、杨柳村、船形村、湖西村、丽山村、太阳村、和团村和荆桥村。